# Apamea engelhartii
Apamea engelhartii är en fjärilsart som beskrevs av Duurloo 1889. Apamea engelhartii ingår i släktet Apamea och familjen nattflyn. Inga underarter finns listade i Catalogue of Life.